# Штуллер Михайло Йосипович
Михайло Йосипович Штуллер (нар. 1941) — радянський футболіст, нападник та півзахисник.

## Життєпис
Футбольну кар'єру розпочав в 1960 році в складі ужгородського «Спартака». У 1962 році перейшов до олександрійського «Шахтаря», який того року дебютував у змаганнях команд майстів у Класі Б. У футболці олександрійських гірників виступав до 1963 року, за цей час зіграв 4 матчі (3 голи) в кубку СРСР. По ходу сезону 1963 року отримав запрошення від харківського «Авангарду». Дебютував у харківському клубі 7 жовтня 1963 року в нічийному (1:1) домашньому поєдинку 38-о туру 1-ї підгрупи класу «А» проти бакинського «Нафтовика». Михайло вийшов на поле на 46-й хвилині, замінивши Станіслава Костюка. Того сезону за першу команду «Авангарду» у Класі А зіграв 2 матчі, ще 6 матчів (1 гол) провів у першості дублерів. За підсумками сезону харківський клуб вилетів до Класу Б й наступного сезону Штуллер виходив на футбольне поле частіше: 9 матчів (1 гол) у Класі «А» та 1 поєдинок у кубку СРСР. У 1965 році Михайло повертається до Олександрії, де стає ключовим гравцем місцевого «Шахтаря». Того сезону відіграв за олександрійців у Класі Б 35 матчів, в яких відзначивс 5-а голами.
У 1966 році підсилив київське СКА, у футболці якого виступав до завершення сезону 1971 року. За київських «армійців» у Класі Б зіграв понад 200 матчів, в яких відзначився 44-а голами, ще 9 матчів (5 голів) провів у кубку СРСР. Футбольну кар'єру завершував у складі полтавського клубу «Ворскла», яка в 1972 році виступала під назвою «Будівельник», а наступного року — як «Колос».